# Wilbur Kitchener Jordan
Pour les articles homonymes, voir Jordan.
Wilbur Kitchener Jordan (1902-1980) est un historien américain spécialiste de la Grande-Bretagne des XVIe et  XVIIe siècles. Il est le quatrième président du Radcliffe College, de 1943 à 1960.

## Biographie
Originaire de Lynnville, dans l'Indiana, Jordan est diplômé du Oakland City College en 1923. Il poursuit ses études à l'université Harvard, où il obtient une maîtrise (1926) et un doctorat (1931). Jordan s'intéresse à l'Angleterre des XVIe et XVIIe siècles. Il consacre plusieurs ouvrages à cette période, notamment Men of Substance: Revolutionary Thinkers of 1640 (1942), Philanthropy in England, 1480-1660 (1959),, et une étude en deux tomes sur le règne d'Édouard VI, Edward VI:The Threshold of Power (1968 et 1970).
Son œuvre la plus connue est ses quatre volumes The Development of Religious Toleration in England, publiés de 1932 à 1940, dans lesquels Jordan a documenté les origines de la tolérance religieuse dans l'Angleterre élisabéthaine, Stuart et révolutionnaire et l'évolution de ces idées jusqu'à la fin du XVIIe siècle, après la guerre civile anglaise. 
En 1943, il devient le quatrième président du Radcliffe College qui traverse une période de changement radical. Il promeut une plus grande intégration avec l'université Harvard et l'adoption d'un programme d'arts libéraux, et devient l'un des premiers défenseurs de l'éducation des femmes. Mary Bunting, microbiologiste et universitaire, lui succède en 1960.

## Publications
- « Sectarian Thought and Its Relation to the Development of Religious Toleration, 1640-1660: Part I: Part I: "The Mystics and Enthusiasts" », Huntington Library Quarterly, vol. 3, no 2,‎ janvier 1940, p. 197-223 (lire en ligne, consulté le 5 mai 2024).
- « Sectarian Thought and Its Relation to the Development of Religious Toleration, 1640-1660: Part II: "The Individualists" », Huntington Library Quarterly, vol. 3, no 3,‎ avril 1940, p. 289-314 (lire en ligne, consulté le 5 mai 2024).
- « Sectarian Thought and Its Relation to the Development of Religious Toleration, 1640-1660: Part III: "The Socinians" », Huntington Library Quarterly, vol. 3, no 4,‎ juillet 1940, p. 403-418 (lire en ligne, consulté le 5 mai 2024).
- « The English Background of Modern Philanthropy », The American Historical Review, vol. 66, no 2,‎ janvier 1961, p. 401-408 (lire en ligne, consulté le 5 mai 2024).
- « The Forming of the Charitable Institutions of the West of England: A Study of the Changing Pattern of Social Aspirations in Bristol and Somerset, 1480-1660 », Transactions of the American Philosophical Society, vol. 50, no 8,‎ 1960, p. 1-99 (lire en ligne, consulté le 5 mai 2024).
- Philanthropy in England 1480-1660 : A Study of the Changing Pattern of English Social Aspirations, New York, Russell Sage Foundation, 1964, 410 p..

## Honneurs
- 1969 : membre correspondant de la British Academy[6]